# Магна Аура – изгубеният град
„Магна Аура – изгубеният град“ е 13-сериен телевизионен игрален филм (детски), продукция на България, Германия и Полша от 2008 година на режисьора Ирина Попова, по сценарий на Юри Дачев и Андреас Кнауп. Оператор е Патрик Попов. Музиката във филма е композирана от Стефан Димитров, Андреас Бикинг.

## Епизоди
1. Съперниците
2. Отвъд синята светлина
3. Присъдата
4. Странен свят
5. Изчезнали следи
6. Треска за злато
7. Разум и алчност
8. Големият блъф
9. Двубоят
10. Път назад
11. Завещанието на Драго
12. Непосредствена заплаха
13. Завръщането

## Актьорски състав
- Борис Кашев – Кристиан
- Василена Гецкова – Йоана
- Васил Василев-Зуека – Тео
- Николай Урумов – бизнесмена Гернот Горски
- Малин Кръстев – Щорх, бодигарда на Горски
- Елена Петрова – Тара
- Параскева Джукелова – Рая
- Стефан Щерев – Скарпа
- Лилия Маравиля – Елена
- Богдан Плъков – Ник
- Лъчезар Калчев – Марк
- Гунтер Шос - Ронсон/Майстер Драго (озвучен от Марин Янев)
- Хорст Котерба – Александър
- Марек Влодарчик - Мортон (озвучен от Георги Тодоров)
- Иван Нонов – Ян
- Мария Антонова – Ким
- Александър Пашов – Мариян
- Кристиян Симеонов – Кай
- Ана Попдимитрова – Тори
- Борис Кошеев
- Тео Елмазов – човек от пазара
- Диян Мачев – Карам, търговец, човек от пазара
- Биляна Петринска – майката на Марк
- Любомир Фърков
- Николай Върбанов
- Михаил Петров
- Ваньо Черкезов
- Детелин Кондев
- Петър Райжеков
- Красимир Ранков
- Огнян Узунов
- Иван Панев
- Елена Атанасова
- Николай Хаджиминев
- Христо Узунов
- Димитър Терзиев